# Boeing X-46

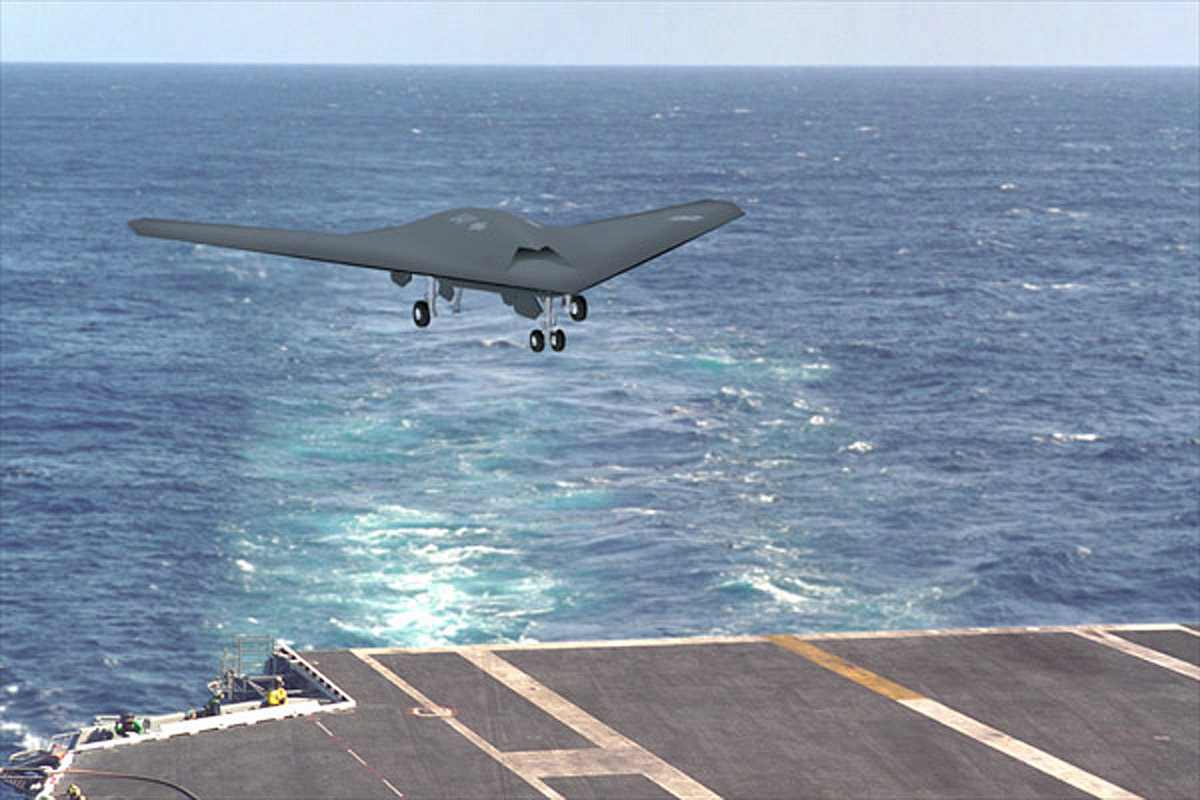
Landung auf einem Flugzeugträger(Simulation)

Die Boeing X-46 ist ein Experimentalflugzeug zur Erprobung von unbemannten Kampfflugzeugen (englisch: Naval Unmanned Combat Air Vehicle; UCAV-N) auf Flugzeugträgern.
Das Projekt lief parallel zum United States Air Force Projekt Boeing X-45. Für das Projekt wurden im Juni 2000 zwei Entwicklungsverträge vergeben. Ein Vertrag ging an Boeing für die X-46A, eine Abwandlung der Boeing X-45, die an die Bedürfnisse der United States Navy angepasst ist; der andere Vertrag ging an Northrop Grumman für die Entwicklung der X-47A. Boeing veröffentlichte keine Details über die X-46, aber das Design und die Eigenschaften werden der X-45 sehr ähneln.
Im April 2003 wurden Projekte der Air Force und der Navy mit der DARPA unter dem J-UCAV-Programm zusammengelegt und später in J-UCAS (Joint Unmanned Combat Air Systems) umbenannt. Dafür wurde das nun redundante X-46-Programm beendet.
Danach wurde auch das J-UCAS-Programm beendet und im Sommer 2006 das Navy-eigene N-UCAS-Demonstrator-Programm begonnen. Boeing nutzt Erfahrungen aus der Entwicklung der X-46 für eine X-45N als N-UCAS-Demonstrator.